# شغور تحتاني
شغور تحتاني قرية سورية تتبع ناحية مركز جسر الشغور في منطقة جسر الشغور في محافظة إدلب. بلغ عدد سكانها 1599 نسمة في عام 2004 حسب إحصاء المكتب المركزي للإحصاء.